# Phyllis Diller
Phyllis Ada Diller (Lima (Ohio), 17 juli 1917 – Los Angeles, 20 augustus 2012) was een Amerikaans actrice en comédienne.

## Biografie

### Persoonlijk leven
Diller was de dochter van Perry Marcus Driver en Frances Ada Romshe. Op 4 november 1939 trouwde ze met Sherwood Anderson Diller en kreeg vijf kinderen met hem. In september 1965 scheidde het koppel en op 7 oktober van dat jaar hertrouwde ze met Ward Donovan en bleef net geen tien jaar met hem getrouwd. In 1985 kreeg ze een relatie met Robert Hastings en bleef zijn levensgezellin tot aan zijn dood in 1996.
Alhoewel ze als methodist werd opgevoed was Diller haar leven lang een atheïst.

### Carrière
Diller begon haar carrière in een nachtclub in San Francisco met een show die ze 87 weken op rij speelde. In de jaren 60 werd ze heel bekend toen ze 23 tv-specials maakte samen met Bob Hope. Ze maakten ook drie films samen, maar die flopten allemaal. Hope nodigde haar nog wel uit om samen met hem op te treden in Vietnam, toen de oorlog daar hevig woedde. Ze deed ook gastoptredens in vele tv-shows.
Diller was jarenlang bevriend met Darlene Conley, die de rol van Sally Spectra speelde in The Bold and the Beautiful. Conley hielp haar vriendin aan de rol van Gladys Pope, een schoonheidsspecialiste. De rol was vrij beperkt en na korte tijd verdween ze weer van het scherm, maar ze keerde geregeld terug als iemand een makeover nodig had of als Sally als man verkleed moest worden. Na 2004 verdween ze lange tijd van het scherm tot ze in 2012 opnieuw haar opwachting maakte, op 95-jarige leeftijd.
In 1998 sprak ze een stem in voor de Disney-film A Bug's Life.
Phyllis Diller overleed op 20 augustus 2012 in haar slaap.